# Carcelia beijingensis
Carcelia beijingensis là một loài ruồi trong họ Tachinidae.